# Trinophylum
Trinophylum is een kevergeslacht uit de familie van de boktorren (Cerambycidae). De wetenschappelijke naam van het geslacht werd voor het eerst geldig gepubliceerd in 1878 door Bates.

## Soorten
Trinophylum omvat de volgende soorten:
- Trinophylum cribratum Bates, 1878
- Trinophylum descarpentriesi Gressitt & Rondon, 1970